# Hào (kiến trúc)

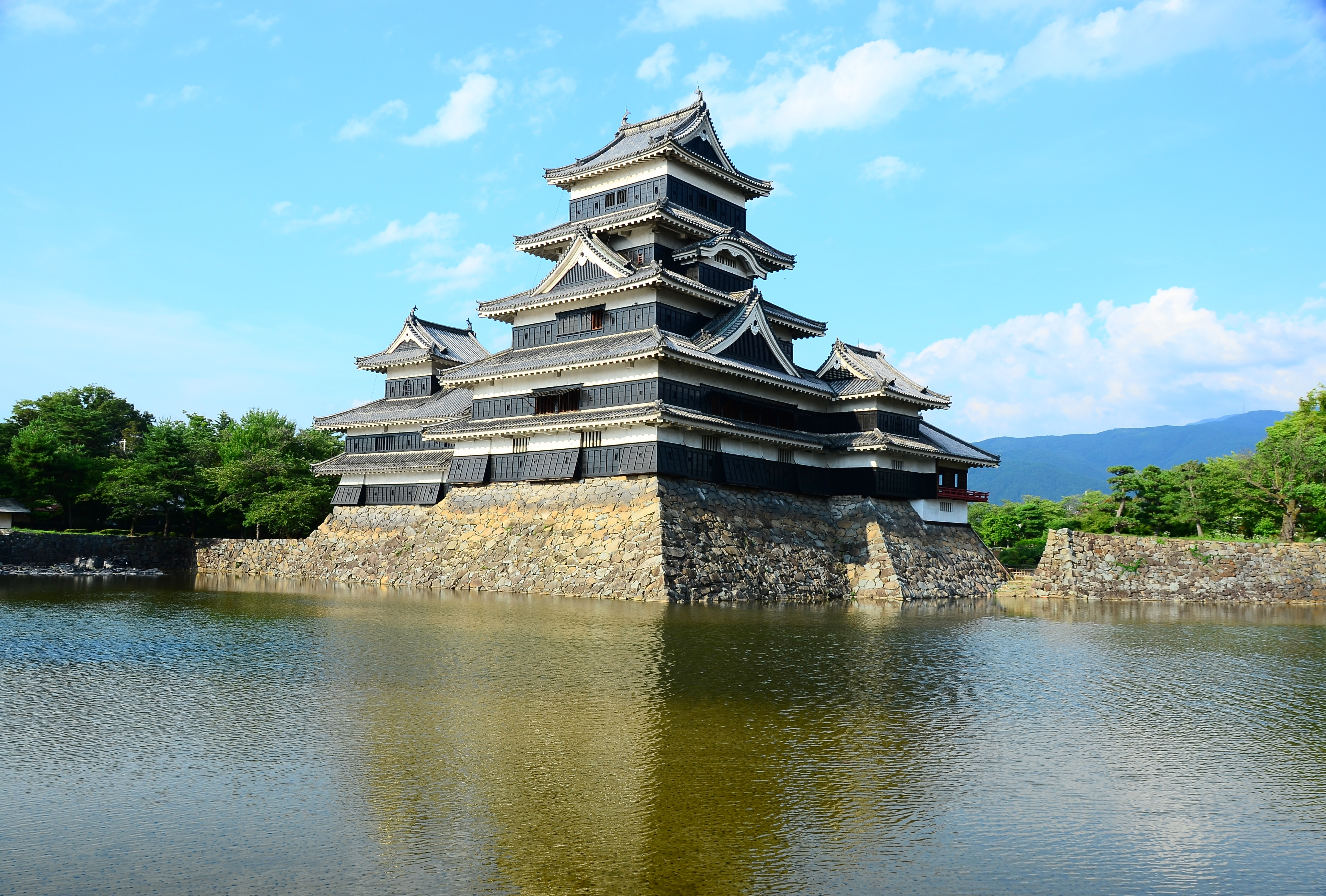
Con hảo bao quanh lâu đài Matsumoto

Hào là một con mương sâu, rộng, khô hoặc chứa đầy nước, được đào và bao quanh một lâu đài, công sự, tòa nhà hoặc thị trấn, trong lịch sử để cung cấp cho nó một tuyến phòng thủ sơ bộ. Ở một số nơi, hảo nước phát triển thành hệ thống phòng thủ nước rộng lớn hơn, bao gồm hồ tự nhiên hoặc nhân tạo, đập và cống. Trong các công sự cũ, chẳng hạn như hillforts, chúng thường được gọi đơn giản là mương, mặc dù chức năng là tương tự nhau. Trong thời kỳ sau này, hào nước hoặc phòng thủ dưới nước có thể phần lớn chỉ mang tính trang trí. Chúng cũng có thể hoạt động như một cái cống thông từ lâu đài ra ngoài.

## Ứng dụng trong lịch sử

### Cổ đại

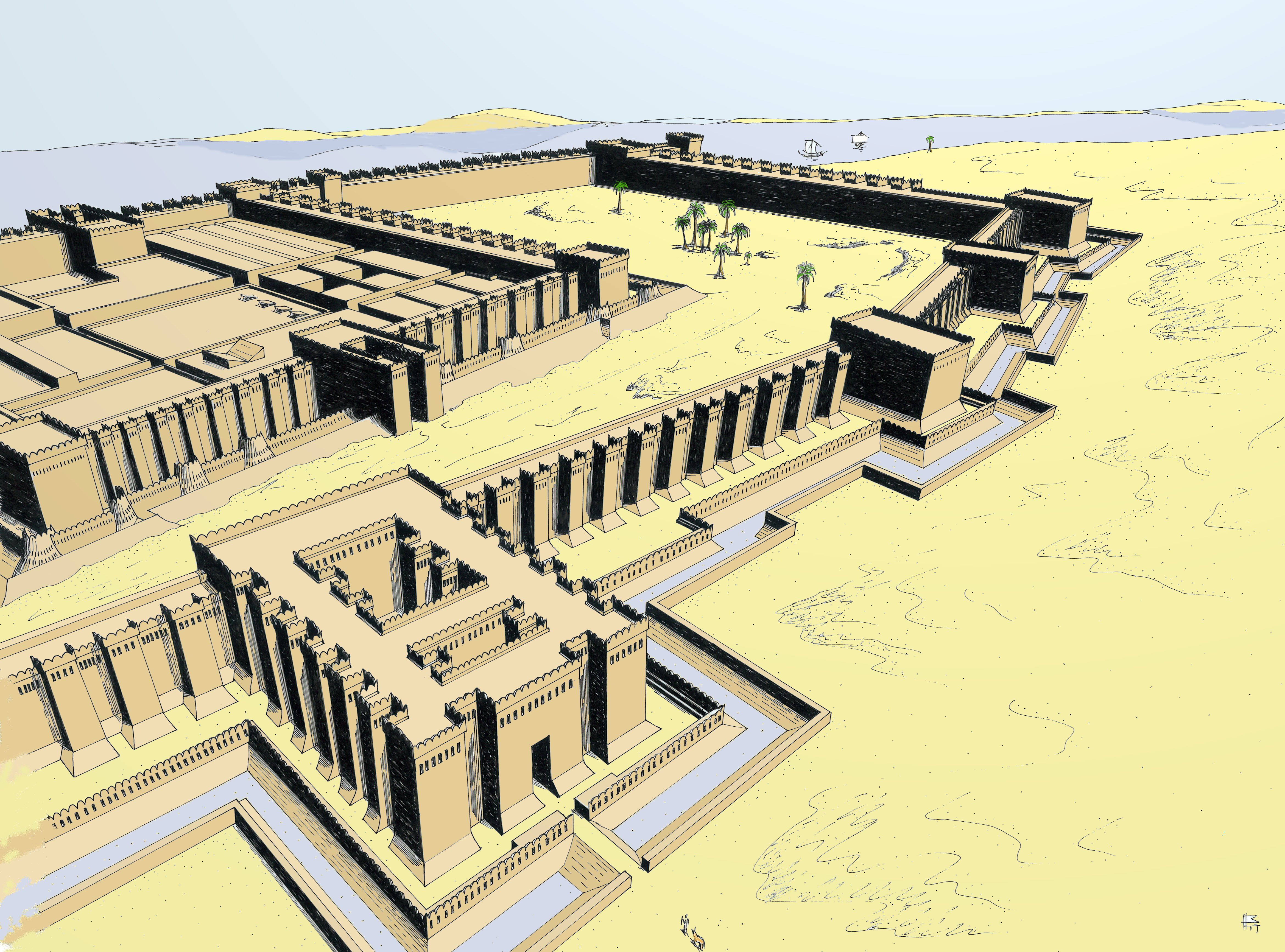
Quang cảnh phía bắc của pháo đài Buhen ở Ai Cập cổ đại.

Một số bằng chứng sớm nhất về các con hảo đã được phát hiện xung quanh các lâu đài Ai Cập cổ đại. Một ví dụ là tại Buhen, một lâu đài được khai quật ở Nubia. Bằng chứng khác về các con hảo cổ đại được tìm thấy trong tàn tích của Babylon và trong các bức phù điêu từ Ai Cập cổ đại, Assyria và các nền văn hóa khác trong khu vực.
Bằng chứng về những con hào sớm xung quanh các khu định cư đã được phát hiện ở nhiều địa điểm khảo cổ trên khắp Đông Nam Á, bao gồm Noen U-Loke, Ban Non Khrua Chut, Ban Makham Thae và Ban Non Wat. Việc sử dụng các con hảo có thể là cho mục đích phòng thủ hoặc nông nghiệp.

### Thời Trung cổ

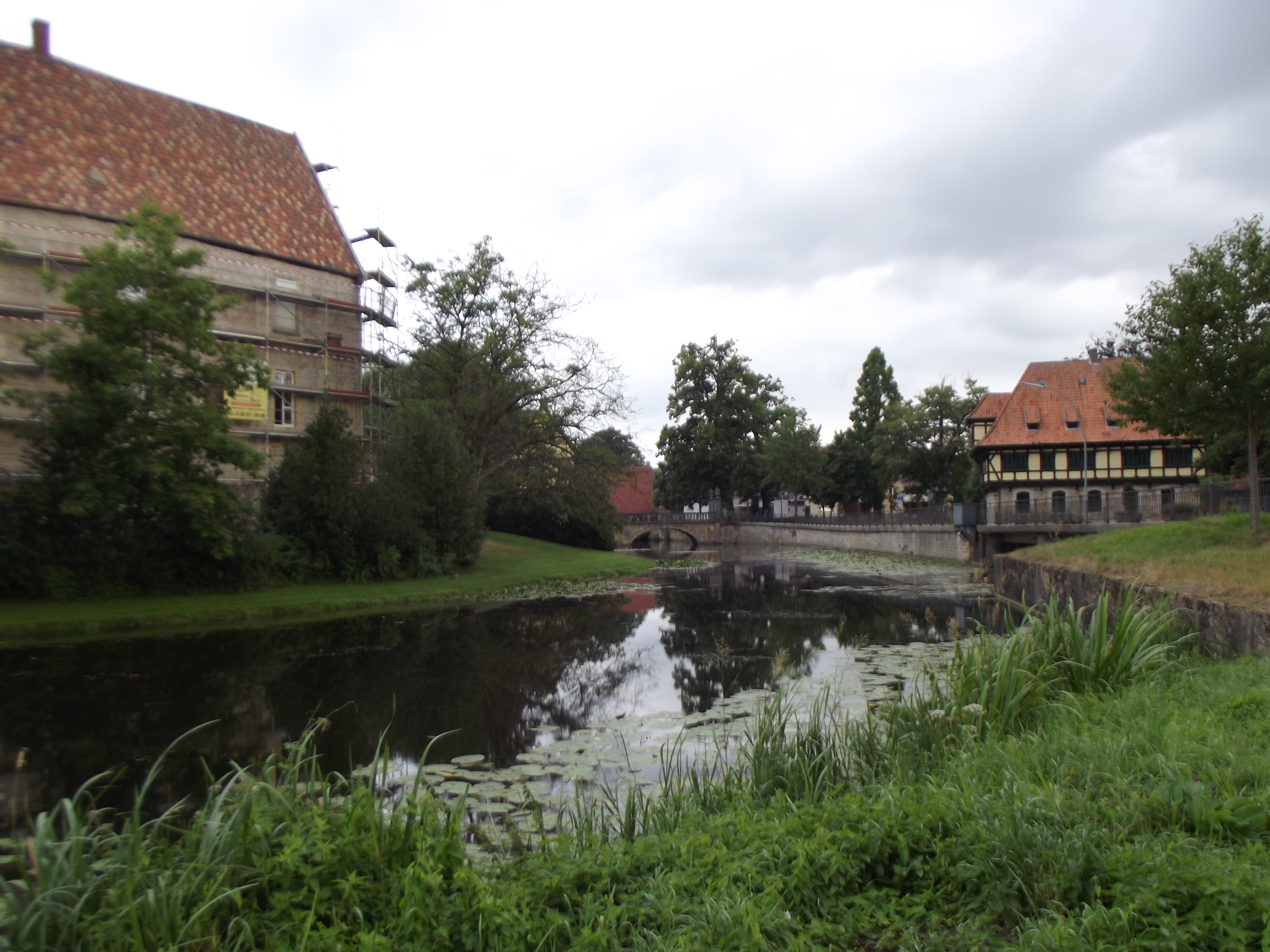
Một lâu đài có hảo nước thời trung cổ ởSteinfurt, Đức

Các con hảo được đào sâu xung quanh các lâu đài và các công sự khác như một phần của hệ thống phòng thủ như một chướng ngại vật ngay lập tức bên ngoài các bức tường. Ở những vị trí thích hợp, chúng có thể chứa đầy nước. Một con hảo khiến việc tiếp cận các bức tường trở nên khó khăn đối với các vũ khí công thành, chẳng hạn như tháp bắn (siege tower) và các xe đập (battering ram), cần phải được kề sát vào tường thành để công phá có hiệu quả. Một con hảo chứa đầy nước khiến việc thực hành nổ mìn, đào đường hầm dưới các lâu đài để gây ra sự sụp đổ của tuyến phòng thủ, cũng rất khó khăn. Các con hảo được phân đoạn có một phần khô và một phần chứa đầy nước. Những con hảo khô cắt ngang qua phần hẹp của một spur hoặc bán đảo được gọi là mương cổ. Các con hảo ngăn cách các yếu tố khác nhau của một lâu đài, chẳng hạn như các phường bên trong và bên ngoài là mương chéo.